# Jarosław Szemet
Jarosław Szemet (ukr. Ярослав Юрійович Шемет, Jarosław Jurijowycz Szemet, ur. 26 stycznia 1996 w Charkowie) – ukraińsko-polski dyrygent i pedagog, wykładowca Akademii Muzycznej im. I.J. Paderewskiego w Poznaniu, kierownik artystyczny Orkiestry Symfonicznej Filharmonii Śląskiej. Używa zapisu swojego nazwiska w transliteracji ang. przyjętej w Europie (Yaroslav Shemet). 

## Edukacja
Jest absolwentem Akademii Muzycznej w Poznaniu, studiował także na Universität für Musik und Darstellende Kunst Wien (Austria) pod kierunkiem Johanesa Wildnera.

## Kariera muzyczna
Koncertował w Niemczech, Austrii, Czechach, Chińskiej Republice Ludowej, Polsce i Ukrainie, z takimi zespołami jak Neue Philharmonie Hamburg, Prague Symphony, Philharmonie der Nationen, INSO-Lviv Orchestra, Narodowym Forum Muzyki (Filharmonią Wrocławską), Filharmonia Poznańska, Filharmonia Sudecka, Filharmonia Opolska. Występował także na festiwalach w Bayreuth, Monachium czy Hongkongu. Współpracował z wybitnymi solistami, takimi jak Lars Danielsson (Szwecja) czy Francesca Dego (solistka Deutsche Grammophon, Włochy).
Jako kierownik muzyczny zadebiutował w Operze Bałtyckiej w Gdańsku w 2018 roku w produkcji Poławiacze pereł Georges’a Bizeta, jako dyrygent gościnny współpracuje z Operami Narodowymi we Lwowie oraz Odessie, był także w sezonie 2020/2021 głównym dyrygentem orkiestry symfonicznej INSO-Lviv, Filharmonii Narodowej we Lwowie, głównym dyrygentem Coloratura Opera Lab i Coloratura Opera Fest i  pierwszym gościnnym dyrygentem Neue Philharmonie Hamburg. Od 2021 r. współpracuje z Operą Śląską, gdzie poprowadził wznowienie produkcji „La Finta Giardiniera” Wolfganga Amadeusa Mozarta oraz jako kierownik muzyczny produkcję „La Rondine” Giacomo Pucciniego.
Jarosław Szemet specjalizuje się także w wykonywaniu muzyki współczesnej, ma na swoim koncie ponad 40 prawykonań.
W latach 2018–2019 był dyrygentem oraz asystentem dyrektora artystycznego Młodzieżowej Orkiestry Symfonicznej Ukrainy Oksany Łyniw.